# Севастопольский государственный университет
Севасто́польский госуда́рственный университе́т (СевГУ) — крупнейшее высшее учебное заведение Севастополя и одно из крупнейших в Крыму.
Основной целью университета является осуществление образовательной деятельности по программам высшего образования и научной деятельности. СевГУ проводит обучение по квалификационным уровням: бакалавр, специалист, магистр, а также готовит специалистов среднего профессионального образования.
На начало 2018/2019 учебного года численность студентов составляла 10,5 тыс. человек. В октябре 2023 года численность обучающихся составила 12 446 человек.
Преподавательский корпус составляют 47 докторов наук, профессоров, 233 доцента, кандидата наук.
Ректор Севастопольского государственного университета — доктор политических наук, профессор Нечаев Владимир Дмитриевич.
Программа стратегического развития СевГУ утверждена правительством Российской Федерации и финансируется из федерального бюджета. В развитии вуз опирается на стратегическую программу Севастополя, Крыма и на Национальную технологическую инициативу России.

## История
В 1963 году Севастопольский филиал Одесского политехнического института (СФОПИ) был преобразован в Севастопольский приборостроительный институт (СПИ).
В 1986 и 1987 году команда института (СПИ) приняла участие в первом сезоне возрождённого телевизионного КВНа.
В 1994 году институт получил статус государственного университета и был переименован в Севастопольский государственный технический университет (СевГТУ).
8 ноября 2001 года указом Президента Украины Леонида Даниловича Кучмы Севастопольский государственный технический университет переименован в Севастопольский национальный технический университет (СевНТУ).
Вуз прошёл путь становления, развития, получил самый высокий (четвёртый) уровень аккредитации с полным объёмом прав. Были открыты новые специальности, охватывающие наиболее перспективные образовательно-профессиональные направления. Все специальности были подкреплены лицензиями Государственной аттестационной комиссии. Университет размещался в шести учебных корпусах (площадью 59 тыс. м²) с оборудованными специализированными лабораториями, учебными аудиториями, музеем, центром компьютерных технологий, проблемными лабораториями, библиотекой с книжным фондом свыше миллиона томов, корпусами общежитий, современным спортивным комплексом.
Севастопольский государственный университет учреждён 8 октября 2014 года путём слияния семи образовательных организаций Севастополя. Соответствующее распоряжение о создании университета подписал премьер-министр Российской Федерации Дмитрий Анатольевич Медведев. 16 апреля 2015 года Севастопольский государственный университет получил государственную аккредитацию. Соответствующий приказ подписан в Федеральной службе по надзору в сфере образования и науки. В качестве базы для создания и развития нового университета использованы следующие образовательные организации и их структурные подразделения:
- Севастопольский национальный технический университет;
- Севастопольский национальный университет ядерной энергии и промышленности;
- Севастопольский городской гуманитарный университет;
- Севастопольский факультет морского транспорта Киевской государственной академии водного транспорта[6];
- Севастопольский морской колледж Киевской государственной академии водного транспорта[7];
- Учебно-консультационный пункт Одесского национального педагогического университета[8];
- Севастопольский экономико-технологический факультет Донецкого национального университета экономики и торговли[9].

С 13 мая 2015 года университет получил статус автономного образовательного учреждения.
с 2021 года — участник программы стратегического академического лидерства «Приоритет 2030».

## Структура
В университет входят 12 институтов, колледж и военный учебный центр.
| Институты |
| --- |
| - Институт информационных технологий - Институт общественных наук и международных отношений - Институт ядерной энергии и промышленности - Морской институт - Институт радиоэлектроники и информационной безопасности - Институт развития города - Институт финансов, экономики и управления - Политехнический институт - Гуманитарно-педагогический институт - Институт Фундаментальной медицины и здоровьесбережения - Юридический институт - Морской колледж - Азовский морской институт (Мариупольский филиал федерального государственного автономного образовательного учреждения высшего образования «Севастопольский государственный университет» в Донецкой Народной Республике) - Военный учебный центр имени Героя Российской Федерации капитана I ранга А. В. Воскресенского |

### Институт информационных технологий
Институт информационных технологий  — ведущий образовательный и научно-исследовательский центр в области IT-индустрии в Крыму, осуществляющий фундаментальную подготовку по программам бакалавриата, магистратуры и аспирантуры в области информатики и вычислительной техники, информационных систем и технологий, компьютеризированных систем автоматического управления.
Образовательная и научная работа, которую ведет институт, начата в 1967 году в Севастопольском приборостроительном институте (СПИ). С того момента было подготовлено более 11 000 тысяч IT-специалистов.
Директор института — доктор технических наук, доцент Моисеев Дмитрий Владимирович.

### Институт ядерной энергии и промышленности (ИЯЭиП)

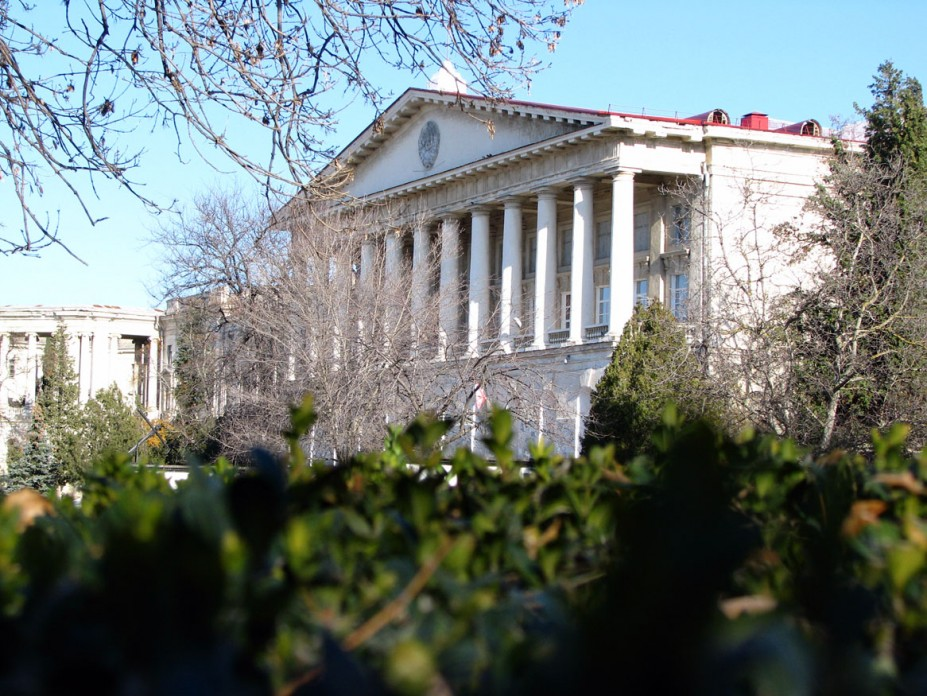
Главный корпус Севастопольского института ядерной энергии и промышленности, пос. Голландия, ул. Курчатова, 7

Институт ядерной энергии и промышленности готовит специалистов для атомной энергетики и промышленности, систем энергоснабжения, специалистов по охране окружающей среды и энергосберегающим технологиям.
Учебный корпус Института ядерной энергии и промышленности имеет самую долгую историю среди всех высших образовательных заведений города. Он был заложен в 1915 году по приказу Николая II как Морской кадетский корпус, в 1924—1931 годах в нём находилось училище морских лётчиков, с 1951 по 1996 год — Севастопольское высшее военно-морское инженерное училище (СВВМИУ), готовившее специалистов для атомного подводного флота. В 1996 году на базе СВВМИУ был создан Севастопольский институт ядерной энергии и промышленности. С 2015 года он вошёл в состав Севастопольского государственного университета. За эти годы было подготовлено более 16 тысяч высококлассных специалистов для атомного подводного флота СССР и более 8,5 тысяч гражданских специалистов в области атомной энергетики и IT-отрасли.
Педагогический коллектив института составляют как заслуженные учёные и преподаватели, имеющие богатый опыт работы в атомной отрасли, так и молодые перспективные педагоги. Подготовка специалистов в институте базируется на уникальной материально-технической и лабораторной базе. На территории института находится действующий исследовательский атомный реактор «ИР-100», который задействован в том числе и в учебном процессе. У студентов есть уникальная возможность заниматься на локальных тренажёрах по обслуживанию энергетического оборудования атомных электростанций. Право университета на эту деятельность подтверждено свидетельством Министерства образования и науки РФ.
В настоящее время Институт активно сотрудничает с атомными станциями и энергетическими компаниями России, Крыма и Севастополя по подготовке специалистов.
Располагается на территории, ранее занимаемой Севастопольским ВВМИУ. на Северной стороне Севастополя (ул. Курчатова, 7).
Директор института — кандидат химических наук Юлия Аркадьевна Омельчук.

### Институт общественных наук и международных отношений
Институт общественных наук и международных отношений готовит специалистов по направлениям бакалавриата: «История», «Политология», «Журналистика», «Реклама и связи с общественностью», «Социология», «Перевод и переводоведение», «Лингвистика», «Филология», магистратуры — «Политология», «Международные отношения», «Теология», «Медиакоммуникации», «Востоковедение», «Зарубежное регионоведение», а также «Археология и охрана памятников». Создание междисциплинарных образовательных модулей для всех институтов СевГУ. Продвижение инновационных научных проектов на рынки России и региона Большого Средиземноморья.
Директор института — Татарков Дмитрий Борисович.

### Морской институт
Морской институт в составе СевГУ — ведущий центр морского образования в Крыму, готовящий специалистов как для морских судов (судоводители, судомеханики и электромеханики), так и береговых предприятий морского профиля (кораблестроители, специалисты по судовому электрооборудованию и судовой автоматике). Прежнее название — институт Кораблестроения и морского транспорта 2015—2017 учебные года, до 2015 назывался факультет Морских технологий и судоходства в Севастопольском национальном техническом университете.
Морские направления подготовки, традиционно приоритетные для региона, сегодня переживают очередной подъём, связанный с возрождением судостроительных предприятий в Крыму, а также растущим спросом на квалифицированный плавсостав для российского и зарубежного флотов.
Образовательный процесс в Институте опирается на многолетний опыт, начало которому было положено в 1951 году с созданием филиала Николаевского кораблестроительного института. В 1963 г. на базе филиала НКИ был создан Севастопольский приборостроительный институт (СПИ) с отдельным морским факультетом — КЭК (Корабельной энергетики и кораблестроения), выпускники которого за свою высокую квалификацию заслужили всесоюзную известность.
В 90-х годах СПИ получил статус университета, с начала государственного, а с 2002 г. вузу был присвоен высший статус — «национальный университет». Морская подготовка велась в рамках факультета Морских технологий и судоходства (МТС), который получил признание как в своей стране, так и за рубежом. С 2001 г. университет был включен в «белый» список Международной морской организации (ИМО) как вуз, осуществляющий подготовку моряков согласно международным требованиям. В 2010 г. университет прошёл независимые аудиты и получил признание от Европейского агентства по морской безопасности (EMSA) и Морской администрации Дании.
Преподавательский состав института включает 10 профессоров и более 50 доцентов.
Институт располагает более 40 специализированными лабораториями с реальным судовым оборудованием, тренажерами и учебно-тренировочным судном «Жуковский».
Директор института — кандидат технических наук, доцент Дмитрий Валерьевич Бурков.

### Институт радиоэлектроники и интеллектуальных технических систем
Институт сформирован в 2015 году, как Институт радиоэлектроники и информационной безопасности. Создан на базе четырёх кафедр: кафедры радиоэлектроники и телекоммуникаций (производит подготовку студентов с 1960 г.), кафедры электронной техники (с 1970 г.), кафедры физики (с 1999 г.), кафедры информационной безопасности (с 2005 года) Институт обеспечивает профессиональную подготовку кадров для отраслей радиотехники, электроники и наноэлектроники, а также специалистов в области физики и управления в технических системах..
В 2022 году институт переформатируется путем объединения Института Национальной технологической инициативы и Института радиоэлектроники и информационной безопасности, появляется новое название — Институт радиоэлектроники и интеллектуальных технических систем. В его состав из Института информационных технологий переходит кафедра «Управление в технических системах» взамен туда отдают кафедру «Информационная безопасность»
Профессорско-преподавательский состав института — более 80 сотрудников, в том числе 11 докторов и 43 кандидата наук.
Сотрудники института производят разработку программируемых изделий микроэлектроники для цифровой обработки звуковых потоков по заказу зарубежной компании и специализированных измерительных модулей для Экспериментального завода академии наук (г. Черноголовка Московской области).
Институт располагает 35 специализированными лабораториями.
Директор института — кандидат технических наук, доцент Алексей Александрович Кабанов. в 2022 году — сменил на посту доктора технических наук, профессора — Юрия Борисовича Гимпилевича.

### Институт развития города

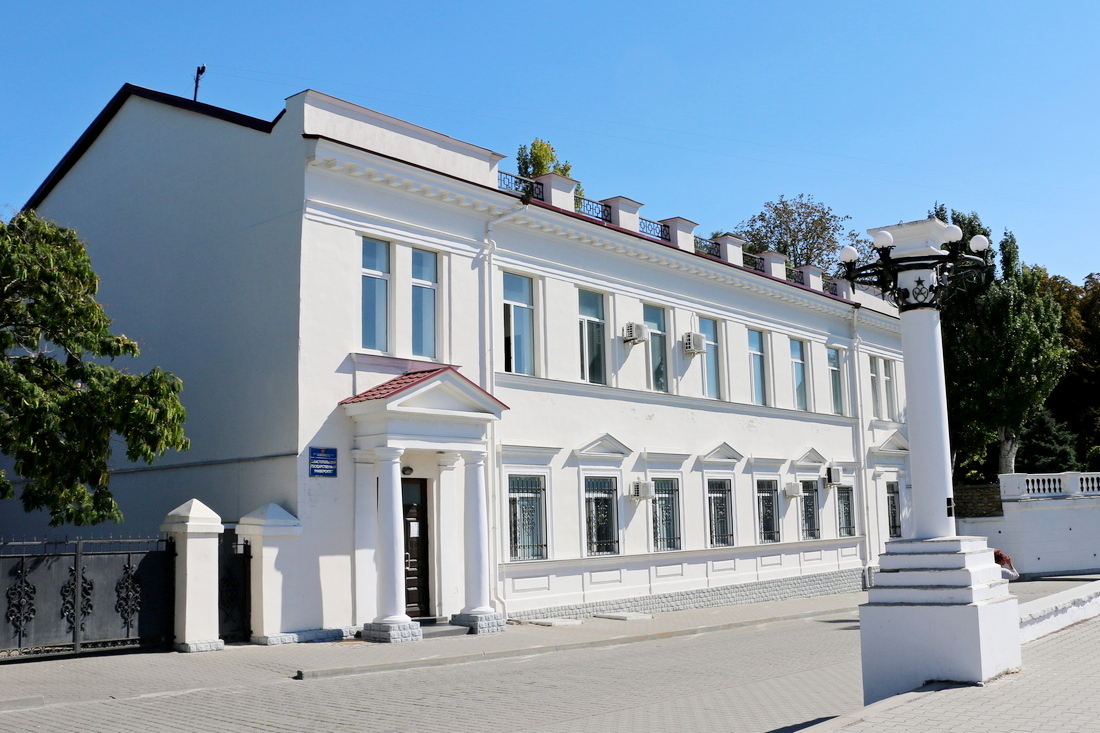
Здание Института развития города на набережной Корнилова, 1, г. Севастополь

В Институте развития города реализуется научно-образовательная модель комплексного подхода в решении задач развития города. Институт образован в 2018 году для обеспечения кадрами системы городского хозяйства и городской инфраструктуры.
Директор института — Тихонов Алексей Иванович, сменивший на посту Кусова Ивана Сергеевича, который принял предложение главы Луганской народной республики и возглавил Министерство науки и образования летом 2022 года.

### Институт финансов, экономики и управления (ИФЭиУ)
Институт финансов, экономики и управления (ИФЭиУ) выпускает специалистов соответствующего профиля.
Педагогический состав института составляют как опытные специалисты, так и молодые преподаватели, способные подготовить выпускников к работе в современных условиях. Все они принимают активное участие во всероссийских и международных научно-практических конференциях, системно занимаются повышением своего профессионального уровня, проходят стажировки на предприятиях, успешно защищают кандидатские и докторские диссертации. В учебном процессе используются новейшие методики обучения, самый актуальный российский и зарубежный опыт преподавания экономических наук. Таким образом, сотрудники Института обладают значительным образовательным и научным потенциалом, который они успешно реализуют в учебном процессе и на практике.
Выпускники Института являются востребованными на рынке труда, что подтверждает качество полученного образования. Благодаря наличию различных образовательных направлений и профилей, выпускники могут реализовать себя в будущем, работая экономистами, маркетологами, финансовыми аналитиками, бухгалтерами, аудиторами, менеджерами различного уровня. Образовательные программы ИФЭиУ дают возможность получить не только фундаментальные теоретические знания в сфере экономики, финансов, учёта и менеджмента, но и практические навыки работы в данных сферах.
Директор института — кандидат экономических наук Букач Борис Александрович.

### Политехнический институт

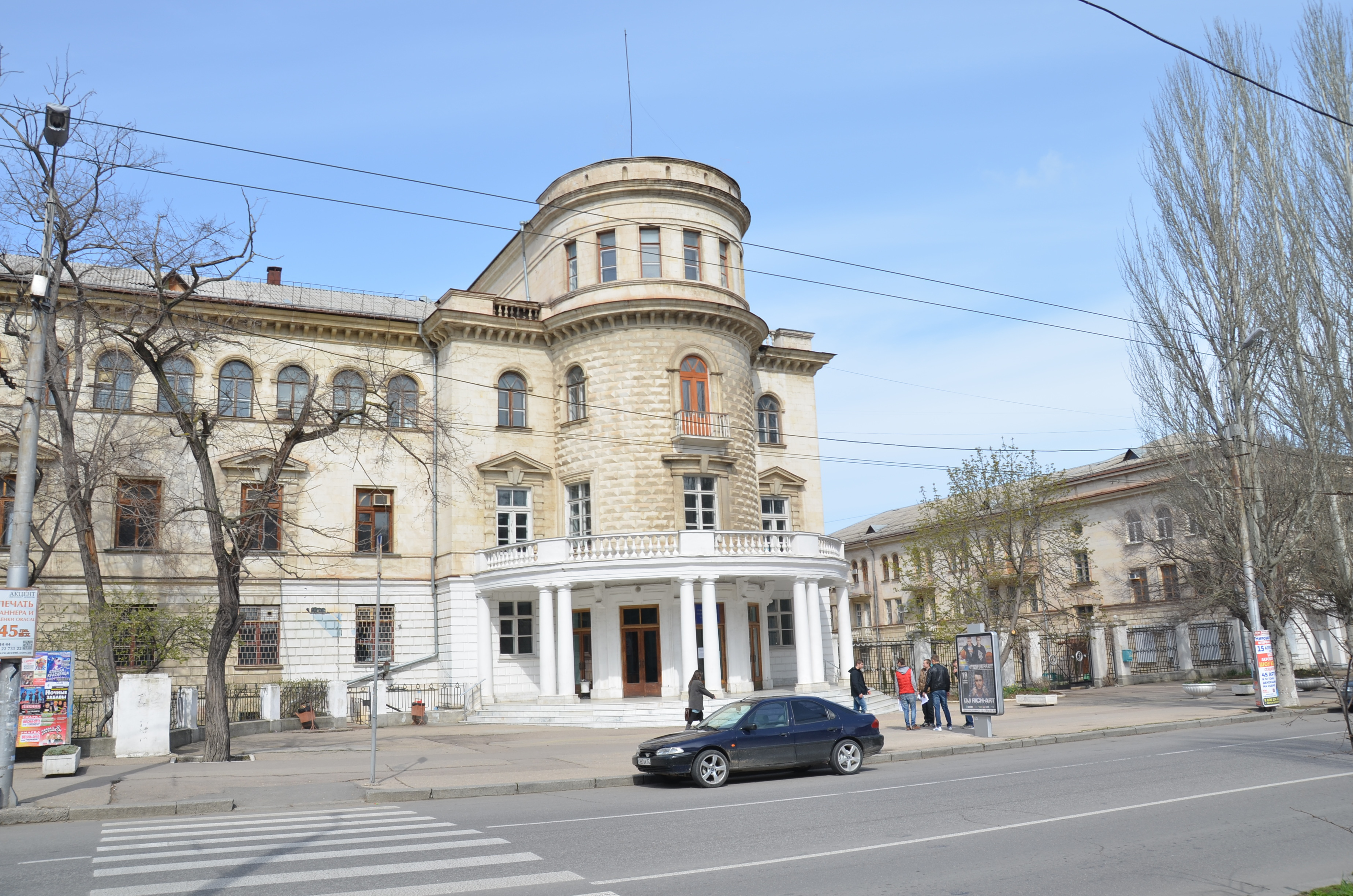
Здание Политехнического института, ул. Гоголя, 14

Политехнический институт — единственный в регионе, осуществляющий подготовку кадров для приборостроительной, машиностроительной и автомобильной отрасли. В Институте постоянно открываются новые перспективные направления подготовки. В 2015 году впервые осуществляется набор на направления «Технология продукции и организация общественного питания», «Биотехнические системы и технологии» и «Технология транспортных процессов». В 2020 году планируется открытие направлений «Мехатроника и робототехника», «Строительство» и «Дизайн».
Более чем 60-летний опыт развития данных направлений позволяет не только готовить профессионалов высокого уровня, но и вести актуальные научные исследования, в том числе, мирового уровня.
Преподавательский состав института составляют заслуженные работники образования и науки, а также практикующие специалисты предприятий города. Все они имеют большой опыт в сфере преподавательской, научной и инновационной деятельности.
Спецификой обучения техническим специальностям обусловлено наличие серьёзной лабораторной базы, в которой студенты ведут свои исследования и получают практические профессиональные навыки. В рамках программы развития Севастопольского государственного университета реализуется значительная модернизация материально-технической базы Политехнического института, с тем чтобы подготовка студентов осуществлялась согласно самым высоким требованиям к учебному процессу.
Директор института — кандидат технических наук, доцент Василий Игоревич Головин.

### Гуманитарно-педагогический институт (ГПИ)
Гуманитарно-педагогический институт СевГУ выполняет качественное и профессиональное обучение будущих педагогов, переводчиков, историков, психологов и филологов. Основой для него стал Севастопольский городской гуманитарный университет — один из вузов, на базе которых был создан Севастопольский государственный университет.
Основными целями Института является:
- обеспечение потребностей Севастополя, Крыма и Российской Федерации в специалистах гуманитарно-педагогического профиля,
- повышение квалификации и профессиональная переподготовка кадров соответствующих профилей,
- проведение фундаментальных научных исследований и прикладных разработок.

Учебный процесс осуществляется научно-педагогическими работниками с богатым профессиональным опытом, 80 % которых имеют ученые степени и звания. Число научно-педагогических работников, завершивших исследования и защитивших диссертации, ежегодно пополняется. Большое внимание уделяется участию преподавателей и студентов в международных и всероссийских конференциях, конгрессах, семинарах, в образовательно-социальных программах и проектах.
Директор института — кандидат психологических наук, доцент Авдеева Ирина Николаевна.

### Юридический институт (ЮИ)
Юридический институт Севастопольского государственного университета образован 18 мая 2015 года. 11 декабря 2015 года Рособрнадзор выдал лицензию на право ведения образовательной деятельности Юридическому институту Севастопольского государственного университета. Это новое структурное подразделение СевГУ, которое осуществляет фундаментальную подготовку по направлению «Юриспруденция» (квалификация (степень) бакалавр) в соответствии с полученной лицензией. Студенты-бакалавры готовятся к следующим видам профессиональной деятельности: нормотворческая, правоприменительная, правоохранительная, экспертно-консультационная, педагогическая.
Материально-техническое обеспечение Юридического института составляют:
- учебные аудитории для проведения лекций и семинарских занятий;
- учебный зал судебных заседаний для проведения судебных разбирательств по гражданским и уголовным делам;
- специализированная аудитория, оборудованная для проведения занятий по криминалистике, обеспеченная современными техническими средствами;
- богатый библиотечный фонд.

Директор института — доктор юридических наук, Владимир Николаевич Коваль.

### Морской колледж
Морской колледж Севастопольского государственного университета — старейшее учебное заведение среднего специального образования в Севастополе. Его история началась в 1921 году, когда решением Крымского народного комиссариата просвещения в городе был организован Севастопольский народный политехнический техникум.
Среди выпускников колледжа разных лет — командир бронепоезда «Железняков» в годы героической обороны Севастополя 1941—1942 гг. М. Ф. Харченко, известный ученый в области турбинных двигателей, доктор технических наук, профессор, действительный член Нью-Йоркской Академии наук Н. Н. Салов, бывший главный строитель Севастопольского Морского завода С. Л. Слуцкер, кандидат экономических наук, доцент, заведующий кафедрой экономики предприятия Севастопольского государственного университета А. Г. Баранов и др.
Морской колледж осуществляет подготовку специалистов среднего звена (техников) по семи специальностям, в области судовождения, эксплуатации судовых энергетических установок, эксплуатации судового электрооборудования и средств автоматики, технического обслуживания и ремонта автомобилей, технической эксплуатации и обслуживания электрического и электромеханического оборудования, финансов, а также техников-программистов. Материальная и учебно-лабораторная база колледжа соответствует Федеральным государственным образовательным стандартам, что подтверждено в ходе лицензирования и аккредитации в 2015 г. Подготовка в колледже ведется за счет средств федерального бюджета, а студенты, не прошедшие по конкурсу на бюджетные места, обучаются на платной основе.
Директор Морского колледжа — Майстришин Михаил Михайлович, кандидат технических наук наук (с 2022 года).

### Военный учебный центр
Военный учебный центр при ФГАОУ ВО «Севастопольский государственный университет» создан распоряжением Председателя Правительства Российской Федерации от 13 марта 2019 года № 427-р «О создании военных учебных центров при федеральных государственных образовательных организациях высшего образования».
Военная подготовка в военном учебном центре при СевГУ проводится по трём военно-учётным специальностям для подготовки офицеров запаса.
- «Эксплуатация и ремонт электроэнергетических систем надводных кораблей»;
- «Эксплуатация и ремонт дизельных энергетических установок надводных кораблей»;
- «Ведение поисковых, аварийно-спасательных, подъемных и водолазных работ».

По одной военно-учётной специальности для подготовки сержантов запаса:
- «Командир стрелкового отделения»;

По одной военно-учётной специальности для подготовки рядовых запаса:
- «Гранатомётчик».

Изучение гражданами учебных дисциплин по программе военной подготовки офицеров запаса проводится на базе знаний, получаемых ими в ходе освоения специальных дисциплин по основной образовательной программе, необходимых для получения квалификации «специалист» или квалификации (степени) «магистр».
Начальник Военного учебного центра — Сергей Николаевич Иванищев.

### Лицей-предуниверсарий
Создан в 2021 году. В этом же году осуществлен первый набор в два десятых профильных класса — технический и гуманитарный, а в 2022 году набор уже ведется в три класса, добавился третий профиль — естественнонаучный.
Директор лицея-предуниверсария: кандидат физико-математических наук, доцент Рогова Ольга Валентиновна.

### Филиалы
В сентябре 2022 года в Мариуполе был открыт Азовский морской институт, филиал Севастопольского государственного университета.

### Международные представительства
Определена постоянно действующая площадка Университета на территории Сирии — Представительство СевГУ в г. Тартус.

## Материальная база
- институт современных технологий и инноваций СевГУ-FESTO
- центр подготовки и аттестации плавсостава
- редакционно-издательский центр СевГУ
- 19 филиалов кафедр на предприятиях
- 5 учебных корпусов
- 800 компьютеров в учебном процессе
- спортивный комплекс с 10 залами
- библиотека с фондом 1,3 млн томов
- 4 общежитий
- студенческая поликлиника
- современная фабрика-кухня «КАФЕДРА. Академия еды»
- спортивно-оздоровительный лагерь «Горизонт» на берегу Чёрного моря

## Почётные доктора и выпускники
Баталин, Александр Сергеевич — выпускник СПИ (СевНТУ) 1969 года, 24 августа 2012 года присвоено звание героя Украины.
Алисов, Евгений Алексеевич — выпускник СПИ (СевНТУ) 1967 года, капитан-директор большого морозильного рыболовного траулера «Жуковский» Управления океанического рыболовства, Крым. Указом Президиума Верховного Совета СССР от 13 апреля 1963 года за выдающиеся успехи в достижении высоких показателей добычи рыбы и производства рыбной продукции Алисову Евгению Алексеевичу присвоено звание Героя Социалистического Труда с вручением ордена Ленина и золотой медали «Серп и Молот». Награждён орденами Ленина, Трудового Красного Знамени, Отечественной войны 2 степени, медалями (в том числе «За боевые заслуги»). Почётный работник рыбного хозяйства СССР. Почётный гражданин Гагаринского района города Севастополя.
Егоров, Виктор Николаевич — выпускник СПИ (СевНТУ) 1967 года, доктор биологических наук (1988 г.), старший научный сотрудник (2000 г.); профессор (2005 г.), член-корр. НАН Украины (2006 г.).
Член Международного союза радиоэкологов (1987 г.), Украинского ядерного общества (1993 г.), академик АН АР Крым (1995 г.), лауреат Государственной премии Украины в области науки и техники (2007 г.), заслуженный деятель науки и техники автономной республики Крым (2011 г.).
заместитель директора ИнБЮМ по научной работе (1989—1994 гг.); заведующий отделом радиационной и химической биологии (1994—2009 гг.); с 2010 г. — и. о. главного научного сотрудника отдела радиационной и химической биологии ИнБЮМ.
Веселков Алексей Никонович — заведующий кафедрой физики СПИ, доктор технических наук, профессор, профессор Нью-Йоркской академии наук. В его честь названа малая планета «Алекс».
Немцев Владимир Владимирович — председатель Законодательного собрания Севастополя. Дважды выпускник: Инженер-кораблестроитель (СевГТУ, 1995 г.); Менеджмент (СевГУ, 2016 г.) Председатель Ассоциации выпускников Севастопольского государственного университета.
См. также: Категория:Преподаватели Севастопольского национального технического университета
См. также: Категория:Выпускники Севастопольского национального технического университета

## Награды и репутация
- Почётная грамота КМУ № 2501-26.01.01
- Диплом Международной Академии Рейтинг популярности и качества «Золотая фортуна» 7-8.11.2002.
- За весомый вклад в сотрудничество и социальное партнёрство с Государственным центром занятости Украины награждён почётным знаком отличия «За сотрудничество» 02.12.2010.
- Награждён серебряной медалью в конкурсе «Инновации, используемые в информационно-коммуникационных технологиях учебного процесса» 18-20.11.2011.
- В 2014 году агентство «Эксперт РА», включило ВУЗ в список лучших высших учебных заведений Содружества Независимых Государств, где ему был присвоен рейтинговый класс «Е»[17].